# Salvador María
Salvador María es una localidad del partido de Lobos, provincia de Buenos Aires, Argentina. Fue fundada el 25 de octubre de 1883, con su nombre en memoria a Salvador María Del Carril, propietario de aquellas tierras.

## Descripción
El pueblo de Salvador María es una excepción en lo que se denomina la zona pampeana de la cuenca del Salado. Su singularidad está señalada no solo por sus características urbanísticas sino también por su particular crecimiento y desarrollo. Es una localidad pequeña, que cuenta con todos los servicios y un bulevar central, parquizado con plantas de gran porte y palmeras, lo que le da un aspecto distintivo y de cierto encanto.
EL cuartel de bomberos voluntarios, el club social y deportivo, sumados a la cooperativa local, representan la concentración de las fuerzas vivas que, anualmente, celebran la fiesta del pueblo, que incluye un festivo desfile del que participa prácticamente toda la población.
A la salida de la vieja estación (que aún recibe algunos trenes semanales) da comienzo el bulevar que caracteriza a Salvador María. Curiosamente, su primera cuadra, por un largo litigio en ciernes) permanece sin asfaltar. Luego sí el asfalto va y viene durante seis cuadras, llega hasta la pequeña iglesia del pueblo, que solo abre algunos días a la semana. También, junto al inicio del pueblo cruza un pequeño arroyuelo (no muy valorado paisajísticamente) que desemboca en un bañado colindante y afluente de la cercana laguna de Lobos.
Salvador María, cuenta media docena de comercios destinados a comestibles y servicios, algunas tiendas, veterinaria, dos locales con internet pública, dos bares y una heladería y varios talleres (reparación de maquinaria agrícola, molinos y automóviles y también, artísticos). En el año 2014 abrió sus puertas la farmacia de Salvador María. Una gran alegría para sus habitantes ya que hacia tiempo lo venían pidiendo.
En los últimos dos años se han recuperado los corsos de carnaval, una costumbre que los habitantes se resisten a que desaparezca. En 2012 se estima que concurrieron, sumadas las cuatro fechas, alrededor de 20.000 personas, un verdadero récord para la zona y para el propio pueblo, considerando que no cuenta con más de 800 habitantes. Los desfiles se realizan con carrozas armadas por los jóvenes del pueblo, que son sostenidas por las instituciones civiles y algunos comercios. En la edición 2012 se presentó una comparsa de Saladillo.
En 2013, los Carnavales volvieron a batir su propio récord. Hubo presentaciones de artistas locales y de pueblos colindantes, así como gran parte del público ingreso desde distintas localidad de la cuenca del Salado.
Por otra parte, en los últimos dos años el pueblo ha tenido un buen ritmo de edificaciones. Registrándose nuevas obras en varios barrios de la localidad. Un hecho a destacar son las ampliaciones en el colegio secundario. 
La creciente actividad en la construcción en la zona, ha llevado a que se desarrollaran dos corralones de materiales que facilitan las obras y generan comercio e intercambio dentro del pueblo, cortando de alguna manera la dependencia satelital de la ciudad de Lobos.
En el transcurso de 2014 el pueblo contó por primera vez con un destacamento de policía. La unidad está instalada a la salida de la estación de trenes y al inicio del bulevar principal y cuenta con dos unidades móviles.
En 2019, de acuerdo a lo publicado en la web del Municipio de Lobos, se recibió en comodato el predio ubicado en la estación del ferrocarril de Salvador María.
La empresa FERROSUR ROCA S.A. le entregó al Municipio de Lobos, en carácter de comodato de uso gratuito, 10 000 metros cuadrados de espacios a cielo abierto y tres galpones de 270, 336 y 252 metros cuadrados ubicados en la estación Salvador María del ferrocarril. El Municipio anunció que destinará el inmueble con fines culturales, deportivos, parquizado y de esparcimiento.

## Población
Cuenta con 845 habitantes (Indec, 2015), lo que representa un incremento del 16% frente a los 716 habitantes (Indec, 2001) del censo anterior.
| Gráfica de evolución demográfica de Salvador María entre 1991 y 2010 |
|                                                                      |
| Fuente: Censos nacionales del INDEC.                                 |